# Občanská platforma
Občanská platforma (zkratka PO, polsky Platforma Obywatelska) je polská politická strana. Stranická ideologie může být definována jako liberální, ačkoli ve svých prvopočátcích strana začínala jako liberálně konzervativní uskupení. Jedná se o hlavní vládní stranu první, druhé a současné třetí vlády Donalda Tuska. 
Občanská platforma usiluje o zlepšení dopravní infrastruktury (dostavba dálniční sítě a vysokorychlostních železnic), narovnání práv sexuálních menšin, digitalizaci státní správy, deregulaci zvýšení postavení Polska v námořním obchodu a liberalizaci interrupcí.
V současnosti je druhou nejsilněji zastoupenou stranou v polském Sejmu. Do roku 2015 byl hlavou státu člen PO, Bronisław Komorowski, kterého téhož roku nahradil Andrzej Duda. V roce 2020 skončil kandidát PO Rafał Trzaskowski, současný primátor Hlavního města Varšavy, v prezidentských volbách o 1,4% na druhém místě za Andrzejem Dudou.

## Historie
Strana vznikla 19. ledna 2001, ale zaregistrována byla teprve 5. března 2002 pod názvem Platforma Obywatelska Rzeczypospolitej Polskiej (česky: Občanská platforma Polské republiky). Původně se měla oficiálně jmenovat Platforma Obywatelska, ale při registraci je předběhl politický protivník, který se nechal tento název zaregistrovat.
Strana vyhrála předčasné parlamentní volby v říjnu 2007. Polský prezident Lech Kaczyński jmenoval 16. 11. 2007 vládu složenou z liberální Občanské platformy a Polské lidové strany, jejímž předsedou se stal Donald Tusk. Tato vláda pokračovala i po parlamentních volbách v říjnu 2011, jež skončily opět vítězstvím Občanské platformy. V roce 2014 vystřídala Eva Kopacz Donalda Tuska ve funkci premiéra. Občanská platforma vládla do podzimních voleb 2015.
V roce 2023 uspořádala strana protivládní demonstraci, jíž se účastnilo na 300 tisíc lidí. Jednalo se tak o největší demonstraci od roku 1989.
Občanská platforma vykazuje dobré volební výsledky především v západních a severních částech Polska.

## Politický program

### Zahraniční politika
Občanská platforma podporuje zvýšenou úlohu Evropského parlamentu v rámci EU. V roce 2007 platforma prohlásila ochotu k prohloubení spolupráce v oblasti energie a společné zahraniční politiky. Občanská platforma podporuje aktivní účast Polska na užší spolupráci v rámci Evropské unie. Zastává eurofederalistické postoje. Během své vlády podporovala dobré vztahy s Německem a Ruskem, zastávala se Ukrajiny během konfliktu na Ukrajině. V zahraniční politice se zaměřuje i na ochranu práv křesťanů v jiných zemích.

### Hospodářská politika
Občanská platforma je zastáncem ordoliberalismu. Je pro privatizaci státního sektoru v polské ekonomice, reformu pracovního práva, nízké zdanění, nezávislou monetární politiku Polské národní banky a decentralizaci státní správy. Podporuje přijetí eura. Dále podporuje zeštíhlení státní správy a její elektronizaci.

### Sociální politika
PO otevřeně podporuje zavedení manželské rovnosti, částečného povolení adopce dětí homosexuálními páry, zmírnění interrupčního zákona a snížení role Sejmu ve prospěch vojvodských samospráv. Dříve PO ovšem zastávalo postoje spíše konzervativní, avšak vždy značně liberálnější nežli tomu je a bylo u Práva a spravedlnosti. Prosazuje značné zmenšení role státu v ekonomice, zavedení rovné daně, většinový volební systém do Sejmu (dolní komory), rychlejší zvyšování výdajů na zdravotnictví, oddělení funkce hlavního státního zástupce od úřadu ministra spravedlnosti, zveřejnění aktů tajných služeb komunistické PLR.

## Struktura a aktivisté
Podle stanov jsou orgány strany shodné s vedením parlamentního klubu, což je jediné řešení tohoto typu v Polsku.[zdroj?] Předsedou parlamentního klubu PO je Bogdan Zdrojewski.[zdroj⁠?!]

### Předsedové Občanské platformy
- Maciej Płażyński – 18. října 2001 do 1. června 2003
- Donald Tusk – od 1. června 2003 do roku 2014
- Ewa Kopacz – od 2014 do 26. ledna 2016
- Grzegorz Schetyna – od 26. ledna 2016 do 29. ledna 2020
- Borys Budka – od 29. ledna 2020 do 3. července 2021
- Donald Tusk – od 23. října 2021

## Volební výsledky

### Parlamentní volby
| Volby | Hlasy v % | Změna     | Mandáty v Sejmu | Změna | Mandáty v Senátu | Změna |
| ----- | --------- | --------- | --------------- | ----- | ---------------- | ----- |
| 2001  | 12,68%    | -         | 65              | -     | 2                | -     |
| 2005  | 24,14%    | ▲ +11,46% | 133             | ▲ +68 | 34               | ▲ +32 |
| 2007  | 41,51%    | ▲ +17,3 % | 209             | ▲ +76 | 60               | ▲ +26 |
| 2011  | 39,18%    | ▼ −2,33%  | 207             | ▼ −2  | 63               | ▲ +3  |
| 2015  | 24,09 %   | ▼−15,09   | 138             | ▼ −69 | 34               | ▼ −29 |

### Prezidentské volby
| Volby | Kandidát                       | Hlasování | Počet % | Poznámky                                      |
| ----- | ------------------------------ | --------- | ------- | --------------------------------------------- |
| 2005  | Donald Tusk                    | 1. kolo   | 36,33 % | Kandidát jde do druhého kola.                 |
| 2005  | Donald Tusk                    | 2. kolo   | 45,96 % | Vítězství Lecha Kaczyńského.                  |
| 2010  | Bronisław Komorowski           | 1. kolo   | 41,54 % | Kandidát jde do druhého kola.                 |
| 2010  | Bronisław Komorowski           | 2. kolo   | 53,01 % | Vítězství Bronisława Komorowského.            |
| 2015  | Bronisław Komorowski (podpora) | 1. kolo   | 33,8 %  | Kandidát jde z druhého místa do druhého kola. |
| 2015  | Bronisław Komorowski (podpora) | 2. kolo   | 48,5 %  | Vítězství Andrzje Dudy.                       |

### Evropské volby
| Volby | Hlasy v % | Změna      | Počet mandátů | Změna |
| ----- | --------- | ---------- | ------------- | ----- |
| 2004  | 24,1 %    | -          | 15            | -     |
| 2009  | 44,43 %   | ▲ +20,33 % | 25            | ▲ +10 |
| 2014  | 32,1 %    | ▼−12,33    | 19            | ▼ −6  |